# 金正英
金正英（韓語：김정영，1972年7月27日—）或譯金貞英，是一名韓國女演員。

## 演出作品

### 電視劇
- 2015年：SBS《聽到傳聞》飾演 貞順
- 2016年：tvN《Signal 信號》飾演 金元靜的阿姨（第2-5集）
- 2016年：KBS2《鄰家律師趙德浩》飾演 姜子英
- 2016年：OCN《吸血鬼偵探》飾演 黃醫生的媽媽
- 2016年：KBS2《白熙回來了》飾演 斗植姐姐
- 2016年：tvN《傲骨賢妻》飾演 鄭在烈的媽媽
- 2016年：SBS《浪漫醫生金師傅》飾演 姜東柱的媽媽
- 2016年：JTBC《所羅門的偽證》飾演 李珠莉的媽媽
- 2017年：SBS《被告人》飾演 秘陽的妻子
- 2017年：KBS《爸爸好奇怪》飾演 李尹碩的媽媽
- 2017年：MBC《守望者》飾演 趙秀智的媽媽
- 2017年：KBS2《七日的王妃》飾演 權氏
- 2017年：Netflix《My Only Love Song》飾演 大城山山賊首領的妻子
- 2017年：JTBC《青春時代2》飾演 宋智媛的媽媽
- 2017年：tvN《今生是第一次》飾演 楊浩朗的媽媽（EP11）
- 2017年：OCN《Black》飾演 姜河藍的媽媽

- 2018年：SBS《Return》飾演 金東裴的媽媽
- 2018年：SBS《如果是她的話》飾演 李淑賢
- 2018年：tvN《從天而降的一億顆星》飾演 白承雅的媽媽
- 2018年：JTBC《先熱情地打掃吧》飾演 金琴子
- 2019年：MBC《春夜》飾演 高淑熙
- 2019年：tvN《阿斯達年代記》飾演 蘇哈娜
- 2019年：tvN《抓住幽靈》飾演 崔瓊熙
- 2019年：tvN《Black Dog》飾演 文少女
- 2020年：MBC《The Game：向著零時》飾演 晙煐的媽媽
- 2020年：SBS《The King：永遠的君主》飾演 金成愛
- 2020年：KBS2《Born Again》飾演 許進瓊
- 2020年：JTBC《宵夜男女》飾演 鄭英淑（第3、8集）
- 2020年：MBC《十匙一飯》飾演 池雪英[3]
- 2020年：SBS《你喜歡布拉姆斯嗎？》飾演 俊詠的媽媽
- 2021年：KBS2《月升之江》飾演 公孫夫人
- 2021年：KBS2《大發不動產》飾演 金素敏（第6集）
- 2021年：SBS《Racket少年團》飾演 善英（第13、16集）
- 2021年：KBS《Drama Special—F20》飾演 李京華
- 2021年：tvN《智異山》飾演 許珍玉
- 2021年：SBS《現正分手中》飾演 「The One」的裁縫（第15集）
- 2022年：SBS《社內相親》飾演 育幼院長
- 2022年：tvN《夏娃的醜聞》飾演 金珍淑
- 2022年：Coupang Play《安娜》飾演 洪珠
- 2022年：KBS2《真劍勝負》飾演 張在熙教授（第4、6集）
- 2022年：ENA《夏天不上班》飾演 郭斗熙的太太
- 2022年：Netflix《黑暗榮耀1》飾演 朴尚仁
- 2023年：Netflix《黑暗榮耀2》飾演 朴尚仁
- 2023年：KBS2《偶然遇見的你》飾演 玉子
- 2023年：tvN《有利的詐欺》飾演 朴子英
- 2023年：tvN《阿斯達年代記：阿拉姆恩之劍》飾演 蘇哈娜
- 2023年：ENA《白晝之月》飾演 姜英花的媽媽
- 2024年：tvN《畢業》飾演 禹勝熙
- 2024年：Rakuten Viki《皮塔在戀愛》飾演 鄭金淑
- 2024年：tvN《O'PENing—追星族的女兒》飾演 吳載金
- 2024年：SBS《好搭檔》飾演 朴真淑
- 2024年：tvN《愛在獨木橋》飾演 韓英恩[4]
- 2024年：JTBC《玉氏夫人傳》飾演 結粉
- 2025年：SBS《我的完美秘書》飾演 趙英淑（第5、6集）[5]
- 2025年：TVING《流氓讀書會》飾演 吳靜華[6]

### 電影
- 2000年：《虛擬復仇事件（朝鲜语：실제상황）》飾演 女模特
- 2001年：《愛的蹦極（朝鲜语：번지 점프를 하다）》飾演 英語老師
- 2001年：《威基基兄弟（朝鲜语：와이키키 브라더스）》飾演 賢九夫人
- 2002年：《壞男人（朝鲜语：나쁜 남자 (영화)）》飾演 恩惠
- 2002年：《煽情的柿子》短篇
- 2003年：《瑪德琳蛋糕（朝鲜语：마들렌 (영화)）》飾演 班主任
- 2003年：《春去春又來》飾演 少女的母親
- 2004年：《女老師vs女學生（朝鲜语：여선생 VS 여제자）》飾演 樑慶美
- 2005年：《麻婆島》飾演 老闆娘
- 2005年：《女高怪談4：聲音（朝鲜语：여고괴담 4: 목소리）》飾演 英彦的媽媽
- 2005年：《你是我的未來》飾演 相親女
- 2008年：《我們學校代表（朝鲜语：우리 학교 대표）》
- 2010年：《小小蓮池（朝鲜语：작은 연못）》飾演 朴氏妻子
- 2011年：《媽媽（朝鲜语：마마 (2011년 영화)）》飾演 妍兒的媽媽
- 2011年：《兩江道孩子們（朝鲜语：량강도 아이들）》飾演 班主任
- 2014年：《優雅的謊言》飾演 金花妍的媽媽
- 2015年：《地獄奶奶（朝鲜语：헬머니）》飾演 女囚
- 2015年：《笛聲（朝鲜语：손님 (영화)）》飾演 哲秀的媽媽
- 2016年：《競走女王（朝鲜语：걷기왕）》飾演 滿福的媽媽
- 2016年：《消失的時間》飾演 載旭的母親
- 2016年：《雖然什麼都不是》短篇 飾演 敏建的媽媽
- 2017年：《王的偵探事件簿》飾演 提調尚宮
- 2017年：《殺人者的記憶法》飾演 賭博的女子
- 2017年：《化妝（朝鲜语：분장）》飾演 鄭玉順
- 2017年：《Merry Christmas Mr. Mo（朝鲜语：메리 크리스마스 미스터 모）》飾演 延靜
- 2018年：《五子棋少女（朝鲜语：오목소녀）》飾演 雙三
- 2019年：《說好明天不哭（朝鲜语：히치하이크）》飾演 卡車司機
- 2019年：《我們的身體（朝鲜语：아워 바디）》飾演 智英的媽媽
- 2019年：《82年生的金智英》飾演 醫生
- 2020年：《靈異405號房（朝鲜语：호텔 레이크）》飾演 兒童保護所副所長
- 2020年：《六十九歲（朝鲜语：69세）》飾演 餐廳老闆
- 2020年：《名偵探奶奶》飾演 吳文姬（中年）
- 2020年：《我死去的那天》飾演 賢秀的上司
- 2020年：《植物生活》短篇 飾演 花園主人
- 2021年：《尋找聖誕天使》飾演 養樂多
- 2022年：《因愛重生》飾演 京雅[7]

### 話劇
- 2008年：《晚學鋼琴》（늦게 배운 피아노）
- 2009年：《ring ring ring》
- 2010年：《奇妙旅行》（기묘 여행）
- 2011年：《每期的回憶》（매기의 추억）
- 2012年：《Our Town》（아워 타운）
- 2013年：《藍船的故事》（푸른 배 이야기）
- 2014年：《悲傷的話劇》（슬픈 연극）
- 2015年：《One Fine Day》（원 파인 데이）
- 2022年：《名為家族的部落》（가족이란 이름의 부족）

## 外部連結
- 金正英在NAVER上的资料
- 金正英在韩国电影数据库（KMDb）上的資料（韓語）
- 金正英在互联网电影资料库（IMDb）上的資料（英文）